# Halictus kloofensis
Halictus kloofensis är en biart som beskrevs av Cameron 1905. Halictus kloofensis ingår i släktet bandbin, och familjen vägbin. Inga underarter finns listade i Catalogue of Life.